# The Parker Pen Company
La Parker Pen Company, nota come Parker, è una fabbrica di penne per scrittura fondata nel 1888 da George Safford Parker a Janesville (Wisconsin) negli Stati Uniti d'America.
La produzione della fabbrica è completa producendo penne a sfera, penne stilografiche, portamine e rollerball.

## Storia
George Safford Parker, il fondatore, era stato in precedenza un agente di vendita per la John Holland Gold Pen Company. Ricevette il suo primo brevetto relativo alla penna stilografica nel 1889.  Nel 1894 Parker ottenne un brevetto sul suo alimentatore per penna stilografica "Lucky Curve": sosteneva di aspirare l'inchiostro in eccesso della penna quando la penna non era in uso. La prima penna di successo dell'azienda, venduta nel 1899, fu la Parker Jointless. Il feed Lucky Curve è stato utilizzato in varie forme fino al 1928.
Dal 1920 al 1960, prima dello sviluppo della penna a sfera, Parker era la principale azienda in vendite di strumenti da scrittura in tutto il mondo. Nel 1931, Parker creò Quink (inchiostro ad asciugatura rapida), che eliminò la necessità di usare il tampone.  Nel 1941, la società sviluppò il modello di penna stilografica più utilizzato nella storia (oltre 400 milioni di dollari di vendite nei suoi 30 anni di storia), il Parker 51. Nel corso degli anni sono stati istituiti impianti di produzione in Canada, Regno Unito, Danimarca, Francia, Messico, Stati Uniti, Pakistan, India, Germania (Osmia-Parker), Brasile e Argentina.
Nel 1954 Parker pubblicò la penna Jotter ballpoint con il suo corpo originale in nylon e la clip a "V" invertita. Il Jotter avrebbe continuato a vendere oltre 750 milioni di unità durante la sua storia. Nel 1955, l'azienda introdusse la sua matita Liquid Lead che utilizzava la grafite liquida per scrivere come una penna. Sfortunatamente, la società Scripto aveva introdotto un prodotto simile chiamato Fluidlead pochi mesi prima. Per evitare una costosa lotta sui brevetti, le aziende hanno accettato di condividere le loro formule tra loro.
La società acquistò l'azienda di vendita al dettaglio e catalogo Norm Thompson nel 1973, e poi la vendette nel 1981.  Nel 1976 Parker acquisì Manpower proprio mentre il mercato del personale temporaneo stava crescendo. Col tempo Manpower ha fornito più entrate rispetto al business delle penne. Uno spin-off del 1982, Sintered Specialties, Inc., divenne SSI Technologies, un produttore di sensori automobilistici.

## Modelli famosi
I modelli chiave nella storia dell'azienda includono:
- Jointless (1899)
- Jack Knife Safety (1909)
- Duofold (1921)
- Vacumatic (1932)
- "51" (1941)
- Jotter (1954)
- 61 (1956)
- 45 (1964)
- 75 (1964)
- Classic (1967)
- 25 (1975)
- 180 (1977)
- Arrow (1982)
- Vector (1986)
- Duofold International (1987)
- 95 (1988)
- Sonnet (1993)
- Parker 100 (2004)

## Parker presidenziale degli Stati Uniti

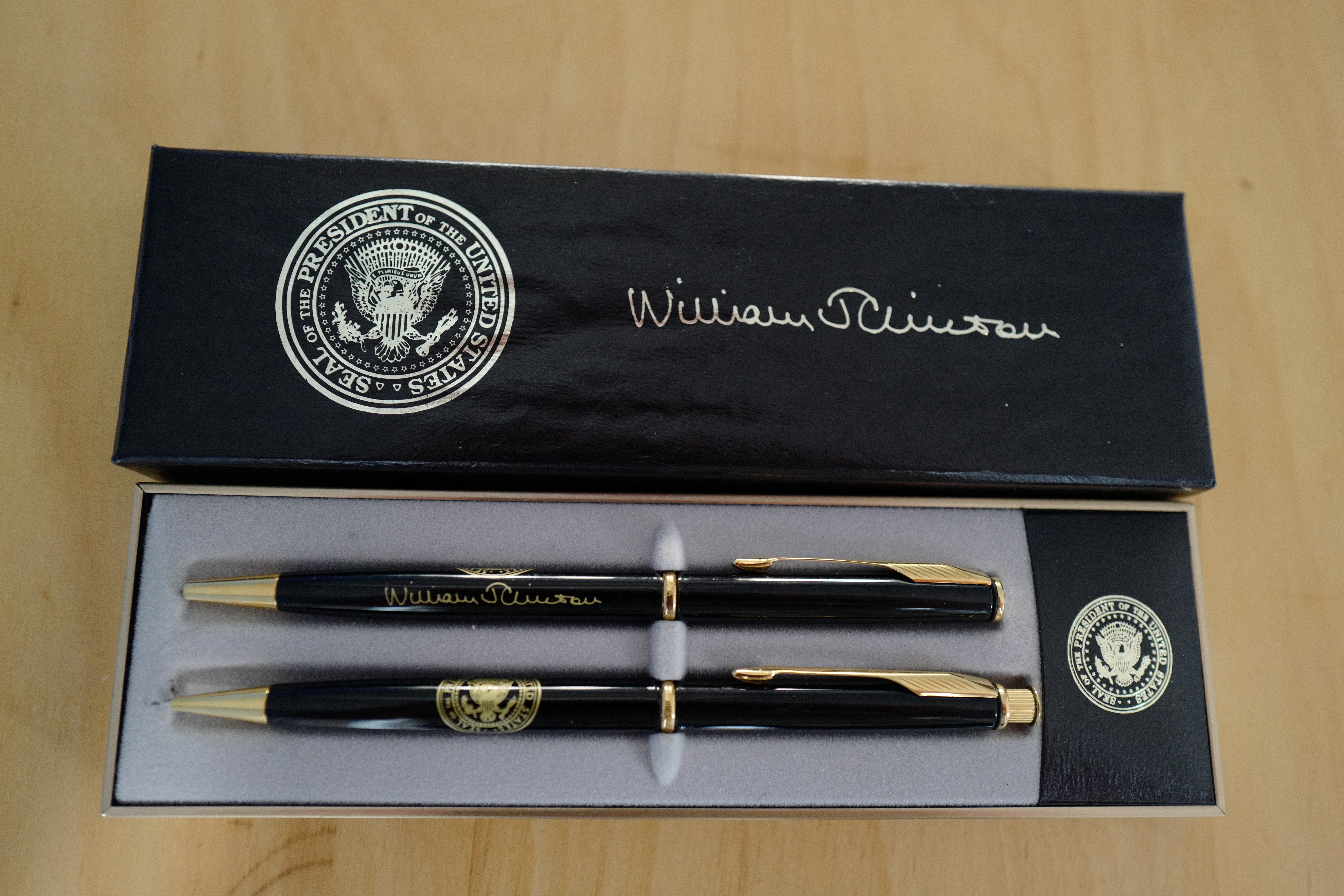
Set di penne della Parker di Bill Clinton

I Parker Jotters erano la scelta preferita del presidente John F. Kennedy per firmare la legislazione. In effetti, i successivi presidenti da Kennedy a Clinton usarono le penne Parker per questi scopi, e Parker mantenne un rappresentante speciale, John W. Gibbs, per gestire gli ordini della Casa Bianca. In uno dei suoi primi anni in carica, Lyndon Johnson ordinò non meno di 60.000 penne Parker. LBJ userebbe fino a 75 penne per firmare ogni documento e fattura importante, scrivendo diversi tratti delle lettere del suo nome con penne diverse e regalandole tutte ad alleati e sostenitori con piccoli certificati dattiloscritti. Dopo che la Parker cessò di essere una società di proprietà americana, in seguito i presidenti passarono all'uso delle penne della A.T. Cross Company.